# Hatch (Utah)
Hatch è una città degli Stati Uniti d'America, situata nello Stato dello Utah, nella Contea di Garfield.